# Гортанная смычка (буква)
ʔ или Ɂ, ɂ (гортанная смычка) — буква расширенной латиницы, обозначающая гортанную смычку.

## Использование
Буква ʔ обозначает гортанную смычку в Международном фонетическом алфавите. Впервые появилась в МФА в 1900 году, затем в 1904 была заменена на надстрочный вариант — ˀ, затем в 1921 году возвращена форма ʔ, в 1932 — снова ˀ. В 1947 была возвращена форма ʔ, и больше она не менялась.
Данная буква часто имеет форму вопросительного знака без точки, и происходит, вероятно, от псили или апострофа.
В 1886 году Мориц Траутманн использовал символ ʔ для обозначения глоттального взрывного согласного перед начальной гласной в немецком языке, для транскрипции арабской хамзы, а также греческого псили.